# Bacopa dubia
Bacopa dubia là một loài thực vật có hoa trong họ Mã đề. Loài này được Chodat & Hassl. mô tả khoa học đầu tiên năm 1904.